# NGC 208
NGC 208 est une galaxie spirale située dans la constellation des Poissons. NGC 208 a été découverte par l'astronome allemand Albert Marth en 1863.

## Caractéristiques
Sa vitesse par rapport au fond diffus cosmologique est de 4 775 ± 54 km/s, ce qui correspond à une distance de Hubble de 70,4 ± 5,0 Mpc (∼230 millions d'al).
La classe de luminosité de NGC 208 est I.